# Bulbophyllum bidenticulatum
Bulbophyllum bidenticulatum là một loài phong lan thuộc chi Bulbophyllum.